# Mena (Biboki Moenleu)
Mena ist ein Ort im indonesischen Westtimor, östlich der osttimoresischen Exklave Oe-Cusse Ambeno. Er liegt nahe der Küste und gehört zum Distrikt Biboki Moenleu (Regierungsbezirk Nordzentraltimor, Provinz Ost-Nusa Tenggara).

## Geschichte

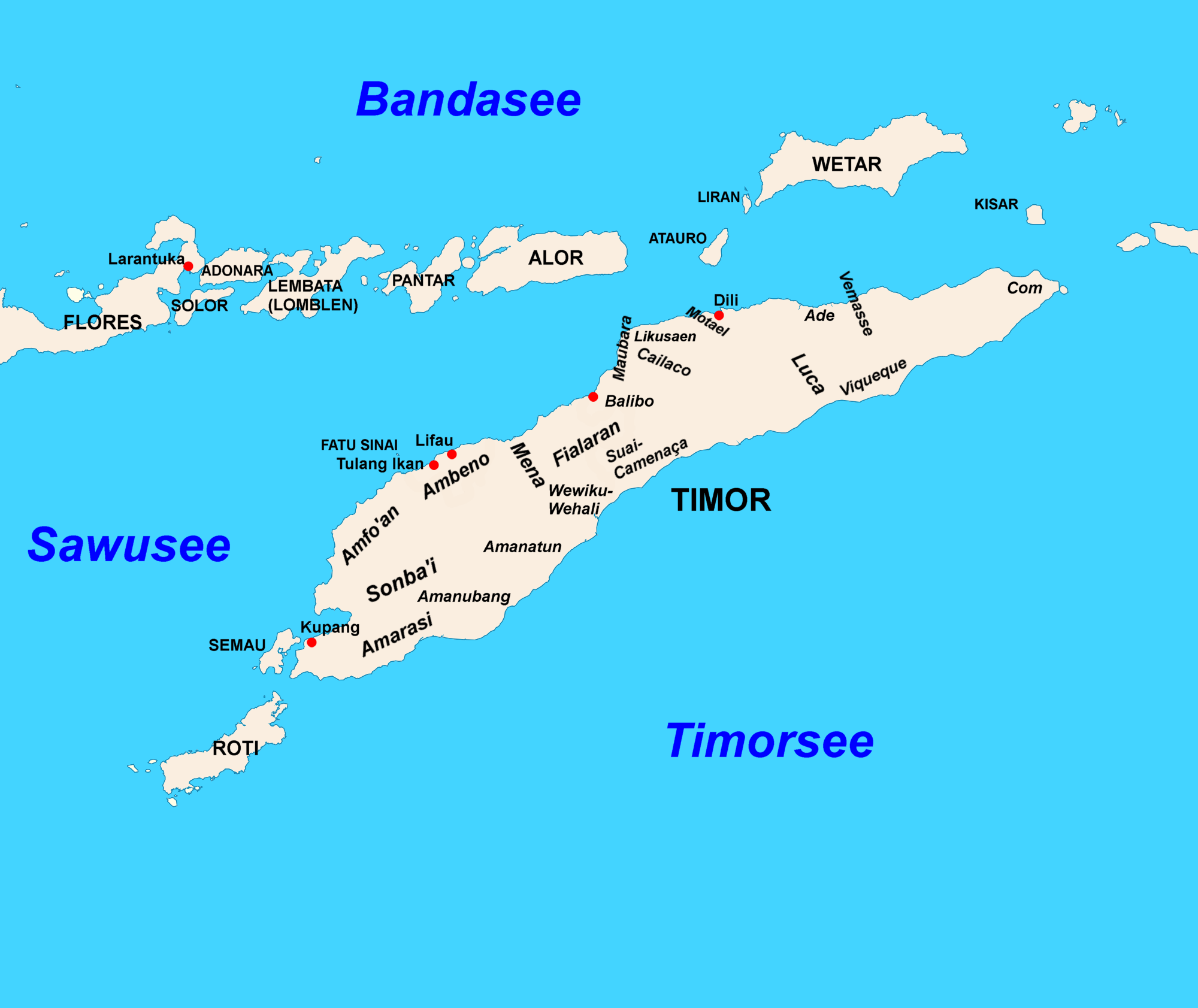
Timor und seine Nachbarinseln im 17. und 18. Jahrhundert

Mena war bereits im 16. Jahrhundert ein Anlaufpunkt für portugiesische Händler, die von hier aus Sandelholz exportierten. Ende des Jahrhunderts existierte dann ein portugiesischer Stützpunkt in Mena. 1590 wurde hier von Pater Belchior da Luz die erste Kirche des Kleinreiches gebaut, das im 16. und in der ersten Hälfte des 17. Jahrhunderts als eines der wichtigsten Reiche der Insel galt. Am 4. Juni 1613 landete der Niederländer Apollonius Schotte in Mena und ließ eine kleine Besatzungsmacht zurück. Die Herrscher von Mena und Asson wurden dazu gebracht, ein Bündnis mit den Niederländern zu schließen und Sandelholzlieferungen zu garantieren. Danach fuhr Schotte weiter die Küste entlang und schloss dabei mehrere Verträge mit einheimischen Herrschern, die später die Grundlage aller niederländischen Ansprüche in Westtimor waren. Doch 1616 gaben die Niederländer ihre Stützpunkte auf Timor wieder auf.
1641 griff Kanjilo (Camiliquio), der muslimische Sultan von Tallo (Tolo) auf Sulawesi, die Nord- und Südküste Timors mit insgesamt 150 Schiffen und 7000 Mann an. Nach dreimonatigen Raubzügen zog sich Kanjilo zurück. Als António de São Jacinto, Dominikaner und Generalvikar von Solor, mit einer Streitmacht Mena erreichte, fand er den Ort zerstört vor. Die muslimische Besatzung floh ins Landesinnere. Der tote König war von seiner Frau abgelöst worden. Durch ihre Unterstützung gewannen die Portugiesen wieder die Kontrolle über Mena. Die Königin und 2000 ihrer Untertanen konvertierten zum Christentum. Die Königin war Regentin für ihren Sohn Dom João. Das Königreich von Lifau wurde in dieser Zeit vom Herrscher von Amanuban, dem Schwager der Königin von Mena, regiert. Auch er trat zum Christentum über und ließ mehrere Kirchen bauen. Am 26. Mai 1641 besiegte Francisco Fernandes eine Streitmacht des Liurais von Wehale an der Grenze zu Mena. Die Portugiesen begannen daraufhin unter Fernandes mit einer groß angelegten Militäraktion, um ihre Kontrolle auf das Inselinnere auszuweiten.
1648 wendete sich das Blatt wieder gegen die Portugiesen. Die Königin von Mena ließ die 27 Portugiesen, die in Mena geblieben waren töten. 1656 vermeldet ein Brief, dass sie und der König von Mena vom portugiesischen Capitão Francisco Caneiro de Sequeira (1649–1652) nach den Morden wegen „Kollaboration mit den niederländischen Feinden“ hingerichtet worden seien.
Die nachfolgende Königin, angeblich eine Schwägerin des „Kaisers“ von Sonba’i wurde in portugiesischen Berichten 1660 als den Portugiesen feindlich gesinnt beschrieben. Auch sie ließ portugiesische Kolonialsoldaten töten. Über den weiteren Verlauf ist nichts mehr bekannt. Nach 1703 verschwindet das Reich von Mena aus den europäischen Chroniken. Das Gebiet wurde Teil des Reiches von Insana.